# Décès en août 2023
Décès
- 2019
- 2020
- 2021
- 2022
- 2023
- 2024
- 2025
- 2026
- 2027

Pour une information complémentaire, voir la page d'aide.

| Date              | Nom                                     | Activités                                                                                           | Âge   | Source |
| ----------------- | --------------------------------------- | --------------------------------------------------------------------------------------------------- | ----- | ------ |
| 31 août           | Tantely Andrianarivo                    | Homme d'État malgache.                                                                              | 69    |        |
| 31 août           | Jean-Pierre Calvel                      | Homme politique français.                                                                           | 77    |        |
| 31 août           | Abdou Elimam                            | Linguiste algérien.                                                                                 | 73    |        |
| 31 août           | Gayle Hunnicutt                         | Actrice américano-britannique.                                                                      | 80    | (en)   |
| 31 août           | Jan Jongbloed                           | Footballeur international néerlandais.                                                              | 82    |        |
| 31 août           | Douglas Lenat                           | Physicien, mathématicien et informaticien américain.                                                | 72    | (en)   |
| 31 août           | Silvina Luna                            | Mannequin, actrice et vedette argentine.                                                            | 43    | (es)   |
| 31 août           | Anatoliy Sass                           | Rameur soviétique puis russe, champion aux Jeux olympiques d'été de 1968.                           | 87    | (ru)   |
| 31 août           | Marie Vindy                             | Romancière et journaliste française.                                                                | 51    |        |
| 30 août           | Mohamed Al-Fayed                        | Homme d'affaires égyptien.                                                                          | 94    | (en)   |
| 30 août           | Christian Bordé                         | Physicien français.                                                                                 | 80    |        |
| 30 août           | Nadine Forster                          | Peintre, illustratrice, dessinatrice et sculptrice belge.                                           | 92    |        |
| 30 août           | Jean Roche                              | Acteur français.                                                                                    | 85    |        |
| 30 août           | Dai Shimamura                           | Homme politique japonais.                                                                           | 63    | (ja)   |
| 30 août           | Jack Sonni                              | Guitariste américain.                                                                               | 68    | (it)   |
| 29 août           | Taiwo Akinkunmi                         | Fonctionnaire civil nigérian.                                                                       | 87    |        |
| 29 août           | Lucile Boiteau-Allorge                  | Botaniste française.                                                                                | 85    |        |
| 29 août           | Guy Calléja                             | Footballeur puis entraîneur français.                                                               | 85    |        |
| 29 août           | Jacques Chevrier                        | Universitaire français, spécialiste des littératures francophones d'Afrique.                        | 89    |        |
| 29 août           | Claude Garache                          | Peintre, graveur et lithographe français.                                                           | 93    |        |
| 29 août           | Nicolas Mazier                          | Militaire français, Mort pour la France.                                                            | 31    |        |
| 29 août           | Georges Meurant                         | Peintre et essayiste belge.                                                                         | 75    |        |
| 29 août           | Gerhard Schildt                         | Historien allemand.                                                                                 | 86    | (de)   |
| 29 août           | Guillermo Teillier                      | Homme politique chilien.                                                                            | 79    |        |
| 29 août           | Waldemar Victorino                      | Joueur de football international uruguayen.                                                         | 71    | (es)   |
| 28 août           | Yves Caron                              | Représentant, vendeur et homme politique canadien.                                                  | 85    |        |
| 28 août           | Anghelache Donescu                      | Cavalier de dressage roumain, médaillé de bronze aux Jeux olympiques d'été de 1980.                 | 77    | (ro)   |
| 28 août           | François Gèze                           | Éditeur français.                                                                                   | 75    |        |
| 28 août           | Edith Graef McGeer                      | Neuroscientifique américano-canadienne.                                                             | 99    | (en)   |
| 28 août           | Alan Haworth                            | Homme politique du parti travailliste britannique.                                                  | 75    | (en)   |
| 28 août           | Claude Neuschwander                     | Entrepreneur français.                                                                              | 89    |        |
| 27 août           | Svetlana Adyrkhaïeva                    | Ballerine russe.                                                                                    | 85    | (ru)   |
| 27 août           | Michael Brougham                        | Pair britannique et membre de la Chambre des lords.                                                 | 85    | (en)   |
| 27 août           | Pat Corrales                            | Joueur et manager de baseball américain.                                                            | 82    | (en)   |
| 27 août           | Éléonore Faucher                        | Réalisatrice et scénariste française.                                                               | 50    |        |
| 27 août           | Maurice Fréchard                        | Évêque catholique français.                                                                         | 95    |        |
| 27 août           | Anvar Ibragimov                         | Escrimeur soviétique puis russe, champion aux Jeux olympiques d'été de 1988.                        | 57    | (ru)   |
| 27 août           | Joe le plombier                         | Militant et commentateur politique américain.                                                       | 49    | (en)   |
| 27 août           | John Tinsley Oden                       | Mathématicien américain.                                                                            | 86    | (en)   |
| 27 août           | Robert Pettinelli                       | Saxophoniste de jazz français.                                                                      | 96    |        |
| 27 août           | Don Sundquist                           | Homme d'affaires et homme politique américain.                                                      | 87    | (en)   |
| 27 août           | Luis Zacarías                           | Entraîneur de football péruvien.                                                                    | 80    | (es)   |
| 26 août           | Geraldo Majella Agnelo                  | Cardinal brésilien.                                                                                 | 89    | (pt)   |
| 26 août           | Bob Barker                              | Acteur, producteur de télévision et animateur américain.                                            | 99    |        |
| 26 août           | Axel Bogousslavsky                      | Acteur français.                                                                                    | 87    |        |
| 26 août           | Mario Costa                             | Philosophe italien.                                                                                 | 86    | (it)   |
| 26 août           | Emilia Ferreiro                         | Psychologue, écrivaine et éducatrice argentine.                                                     | 86    | (es)   |
| 26 août           | René Fournier                           | Coureur cycliste français.                                                                          | 90    |        |
| 26 août           | Bertrand Marchand                       | Joueur puis entraîneur français de football.                                                        | 70    |        |
| 26 août           | Gleb Panfilov                           | Réalisateur russe.                                                                                  | 89    | (ru)   |
| 26 août           | Yvon Pedneault                          | Journaliste sportif canadien.                                                                       | 77    |        |
| 25 août           | Leyla Aubert                            | Actrice comédienne, metteuse en scène et professeure de théâtre suisse.                             | 88    |        |
| 25 août           | Rüdiger Bahr                            | Réalisateur, metteur en scène, comédien de théâtre et acteur de doublage allemand.                  | 84    | (de)   |
| 25 août           | Claus Boje                              | Producteur de cinéma allemand.                                                                      | 65    | (de)   |
| 25 août           | Bernard Chardère                        | Historien et critique de cinéma français.                                                           | 92    |        |
| 25 août           | Jean-Pierre Ferrier                     | Mathématicien français.                                                                             | 82    |        |
| 25 août           | Diane de Margerie                       | Femme de lettres française.                                                                         | 95    |        |
| 25 août           | Julien Marie-Sainte                     | Boxeur professionnel français.                                                                      | 42    |        |
| 25 août           | Armando Pellegrini                      | Coureur cycliste italien.                                                                           | 90    | (it)   |
| 25 août           | Roger Van Hool                          | Acteur belge.                                                                                       | 82    |        |
| 24 août           | Andrzej Kasprzak                        | Joueur de basket-ball polonais.                                                                     | 77    | (pl)   |
| 24 août           | Bernie Marsden                          | Musicien britannique.                                                                               | 72    | (en)   |
| 24 août           | Claude Picasso                          | Homme d'affaires, réalisateur et photographe franco-espagnol.                                       | 76    |        |
| 24 août           | Arleen Sorkin                           | Actrice, scénariste et productrice américaine.                                                      | 67    | (en)   |
| 24 août           | Keith Spicer                            | Universitaire, professeur d'université et journaliste canadien.                                     | 89    |        |
| 24 août           | Belisario Velasco                       | Homme politique chilien.                                                                            | 87    | (es)   |
| 24 août           | Bray Wyatt                              | Catcheur américain.                                                                                 | 36    |        |
| 23 août           | José Luis Álvarez                       | Notaire et homme politique espagnol.                                                                | 93    | (es)   |
| 23 août           | Terry Funk                              | Lutteur professionnel américain.                                                                    | 79    | (en)   |
| 23 août           | Kalman Gerencseri                       | Footballeur français.                                                                               | 78    |        |
| 23 août           | Robert Hale                             | Artiste lyrique américain.                                                                          | 90    |        |
| 23 août           | Dmitri Outkine                          | Militaire russe.                                                                                    | 53    |        |
| 23 août           | Hersha Parady                           | Actrice américaine.                                                                                 | 78    | (en)   |
| 23 août           | Evgueni Prigojine                       | Oligarque russe.                                                                                    | 62    |        |
| 23 août           | Theuns Stofberg                         | Joueur de rugby à XV sud-africain.                                                                  | 68    | (en)   |
| 22 août           | Mathilde van den Brink                  | Femme politique néerlandaise.                                                                       | 82    | (nl)   |
| 22 août           | Chrisje Comvalius                       | Actrice néerlandaise.                                                                               | 75    | (nl)   |
| 22 août           | Tom Courtney                            | Athlète américain, double champion aux Jeux olympiques d'été de 1956.                               | 90    | (en)   |
| 22 août           | Eustaquio Pastor Cuquejo Verga          | Prélat catholique paraguayen.                                                                       | 83    | (es)   |
| 22 août           | Toto Cutugno                            | Chanteur italien.                                                                                   | 80    |        |
| 22 août           | Yolande Geadah                          | Féministe canadienne d'origine égyptienne.                                                          | 72/73 |        |
| 22 août           | Nicolas Gessner                         | Réalisateur et scénariste suisse.                                                                   | 92    |        |
| 22 août           | Ebrahim Golestan                        | Réalisateur et écrivain iranien.                                                                    | 100   | (fa)   |
| 22 août           | Martin Laciga                           | Joueur suisse de beach-volley.                                                                      | 48    |        |
| 22 août           | Alexandra Paul                          | Patineuse artistique canadienne.                                                                    | 31    |        |
| 22 août           | Calyampudi Radhakrishna Rao             | Statisticien indien.                                                                                | 102   | (en)   |
| 22 août           | Jean-Noël von der Weid                  | Essayiste, critique musical, musicologue et journaliste suisse.                                     | 79    |        |
| 21 août           | Sergueï Babkov                          | Joueur et entraîneur de basket-ball russe.                                                          | 56    | (ru)   |
| 21 août           | Edward L. G. Bowell                     | Astronome américaine.                                                                               | 79    | (en)   |
| 21 août           | Gérard Crémoux                          | Joueur de rugby à XV et de rugby à XIII international français.                                     | 79    |        |
| 21 août           | Mark Foster                             | Chef d'orchestre australien.                                                                        | 66    |        |
| 21 août           | Elizabeth Hoffman                       | Actrice américaine.                                                                                 | 97    | (en)   |
| 21 août           | Eugène Proniuk                          | Activiste soviétique puis ukrainien.                                                                | 86    | (uk)   |
| 21 août           | Jean-Pierre Sainton                     | Historien français.                                                                                 | 67    |        |
| 21 août           | Jörg Schmidt-Reitwein                   | Directeur de la photographie allemand.                                                              | 84    | (de)   |
| 20 août           | Wahid Bouzidi                           | Humoriste et acteur franco-algérien.                                                                | 45    |        |
| 20 août           | Jean Canavaggio                         | Biographe et professeur émérite de littérature espagnole français.                                  | 87    | (es)   |
| 20 août           | Daniel Cohen                            | Économiste français.                                                                                | 70    |        |
| 20 août           | Pierre Cornette de Saint-Cyr            | Marchand d'art et commissaire-priseur français.                                                     | 84    |        |
| 20 août           | Isabel Crook                            | Anthropologue canado-britannique.                                                                   | 107   | (en)   |
| 20 août           | Robert Dautray                          | Mathématicien, ingénieur des mines physicien et haut fonctionnaire français.                        | 95    |        |
| 20 août           | Rosemarie Heinikel                      | Actrice, chanteuse et Écrivaine allemande.                                                          | 77    | (de)   |
| 20 août           | David Jacobs                            | Cinéaste américain.                                                                                 | 84    | (en)   |
| 20 août           | Aivars Lazdenieks                       | Rameur soviétique, médaillé d'argent aux Jeux olympiques d'été de 1976.                             | 69    | (lv)   |
| 20 août           | Béatrice Nodé-Langlois                  | Peintre, critique d'art et littéraire française.                                                    | 83    |        |
| 20 août           | Monica Van Kerrebroeck                  | Femme politique belge.                                                                              | 84    |        |
| 20 août           | Bill Vukovich II                        | Pilote automobile américain.                                                                        | 79    | (en)   |
| 19 août           | Gloria Coates                           | Compositrice américaine.                                                                            | 89    | (es)   |
| 19 août           | Roberto Colaninno                       | Entrepreneur italien.                                                                               | 80    | (en)   |
| 19 août           | Rodney Elton                            | Homme politique britannique, membre conservateur de la Chambre des lords.                           | 93    | (en)   |
| 19 août           | Gianni Ferlenghi                        | Coureur cycliste italien.                                                                           | 92    | (it)   |
| 19 août           | Wolfram Heicking                        | Compositeur, musicologue et professeur allemand.                                                    | 96    | (de)   |
| 19 août           | Howard Hubbard                          | Prélat catholique américain.                                                                        | 84    | (en)   |
| 19 août           | Igor Iassoulovitch                      | Acteur russe.                                                                                       | 81    | (ru)   |
| 19 août           | Ron Cephas Jones                        | Acteur américain.                                                                                   | 66    |        |
| 19 août           | Tadaaki Kuwayama                        | Peintre japonais.                                                                                   | 90/91 | (en)   |
| 19 août           | Carlo Mazzone                           | Joueur puis entraîneur de football italien.                                                         | 86    |        |
| 19 août           | Jean-Claude Nallet                      | Athlète français.                                                                                   | 76    |        |
| 19 août           | François Roddier                        | Physicien et astronome français.                                                                    | 86    |        |
| 19 août           | John Warnock                            | Informaticien américain.                                                                            | 82    | (en)   |
| 19 août           | Nizō Yamamoto                           | Artiste du cinéma d'animation japonais.                                                             | 70    | (en)   |
| 19 août           | Tonino Zorzi                            | Joueur puis entraîneur de basket-ball italien.                                                      | 88    |        |
| 18 août           | James Lane Buckley                      | Homme politique et juge américain.                                                                  | 100   | (en)   |
| 18 août           | Jean-Louis Georgelin                    | Général français et ancien CEMA.                                                                    | 74    |        |
| 18 août           | Govy                                    | Plasticienne française.                                                                             | 42    |        |
| 18 août           | Joseba Intxausti                        | Écrivain basque espagnol.                                                                           | 87    | (eu)   |
| 18 août           | Al Quie                                 | Homme politique américain.                                                                          | 99    | (en)   |
| 18 août           | Jørn Riel                               | Écrivain danois.                                                                                    | 92    | (da)   |
| 18 août           | Ermanno Salvaterra                      | Alpiniste italien.                                                                                  | 68    |        |
| 18 août           | Nicolas Trifon                          | Écrivain, éditeur et sociolinguiste roumain.                                                        | 74    |        |
| 17 août           | Karol J. Bobko                          | Astronaute américain.                                                                               | 85    | (en)   |
| 17 août           | John Devitt                             | Nageur australien, multiple médaillé olympique (1956, 1960).                                        | 86    | (en)   |
| 17 août           | Robert Ekelund                          | Économiste américain.                                                                               | 82    | (en)   |
| 17 août           | Rose Gregorio                           | Actrice américaine.                                                                                 | 97    | (en)   |
| 17 août           | Olivier Guillot                         | Historien français.                                                                                 | 91    |        |
| 17 août           | Jean-Pierre Huser                       | Musicien, chanteur et peintre suisse.                                                               | 83    |        |
| 17 août           | David Ostrosky                          | Acteur mexicain.                                                                                    | 66    | (es)   |
| 17 août           | Gudrun Pflüger                          | Fondeuse et coureuse de fond autrichienne.                                                          | 50    | (de)   |
| 17 août           | Christian Puibaraud                     | Rameur d'aviron français.                                                                           | 85    |        |
| 17 août           | Guillermo Timoner                       | Coureur cycliste espagnol.                                                                          | 97    |        |
| 17 août           | Gary Young                              | Batteur et auteur-compositeur-interprète américain.                                                 | 70    | (en)   |
| 16 août           | Pierre Alferi                           | Écrivain, traducteur et poète français.                                                             | 60    |        |
| 16 août           | Howard Becker                           | Sociologue américain.                                                                               | 95    |        |
| 16 août           | Sonam Gyalpo                            | Prisonnier politique tibétain                                                                       | 68    | (en)   |
| 16 août           | Guennadi Jidko                          | Officier russe.                                                                                     | 57    | (ru)   |
| 16 août           | Annette Lajon                           | Résistante française.                                                                               | 91    |        |
| 16 août           | Johaar Mosaval                          | Danseur de ballet sud-africain.                                                                     | 95    | (en)   |
| 16 août           | Michael Parkinson                       | Animateur de télévision, journaliste et écrivain britannique.                                       | 88    | (en)   |
| 16 août           | Alexeï Petrov                           | Entrepreneur bulgare.                                                                               | 61    |        |
| 16 août           | Renata Scotto                           | Artiste lyrique italienne.                                                                          | 89    |        |
| 15 août           | Klaus Bugdahl                           | Coureur cycliste allemand.                                                                          | 88    | (de)   |
| 15 août           | Bruno Ferrero                           | Footballeur international français.                                                                 | 89    |        |
| 15 août           | Léa Garcia                              | Actrice brésilienne.                                                                                | 90    | (pt)   |
| 15 août           | Gérard Leclerc                          | Journaliste français.                                                                               | 71    |        |
| 15 août           | Arnold Östman                           | Chef d'orchestre, pianiste et organiste suédois.                                                    | 83    |        |
| 15 août           | Bindeshwar Pathak                       | Sociologue indien.                                                                                  | 80    | (en)   |
| 15 août           | Gilbert Portanier                       | Céramiste français.                                                                                 | 96    |        |
| 15 août           | Patrick Saytour                         | Peintre français.                                                                                   | 87    |        |
| 15 août           | Delia Steinberg Guzmán                  | Philosophe, écrivaine et pianiste argentine.                                                        | 80    | (es)   |
| 15 août           | Vladimir Timoshinin                     | Plongeur russe.                                                                                     | 53    | (ru)   |
| 14 août           | Francesco Alberoni                      | Sociologue, journaliste et professeur en sociologie italien.                                        | 93    | (it)   |
| 14 août           | Bruno Albert                            | Architecte belge.                                                                                   | 81    |        |
| 14 août           | Rodion Amirov                           | Joueur russe de hockey sur glace.                                                                   | 21    |        |
| 14 août           | Robert Baun                             | Joueur canadien de hockey sur glace.                                                                | 86    | (en)   |
| 14 août           | Gérard Diffloth                         | Linguiste français.                                                                                 | 84    |        |
| 14 août           | Matyelok Gibbs                          | Actrice britannique.                                                                                | 91    | (en)   |
| 14 août           | Adriana Giuffrè                         | Actrice italienne.                                                                                  | 84    | (it)   |
| 14 août           | Agustín González Acilu                  | Compositeur et professeur de musique espagnol.                                                      | 94    | (es)   |
| 14 août           | Louis Mexandeau                         | Homme politique français.                                                                           | 92    |        |
| 14 août           | Manuel Vázquez Outeiriño                | Homme politique espagnol.                                                                           | 82    | (es)   |
| 14 août           | Joseph A. Wolf                          | Mathématicien américain.                                                                            | 86    | (en)   |
| 14 août           | László Zarándi                          | Athlète de sprint hongrois, médaillé de bronze aux Jeux olympiques d'été de 1952.                   | 94    | (en)   |
| 13 août           | Clarence Avant                          | Producteur américain.                                                                               | 92    | (en)   |
| 13 août           | Patricia Bredin                         | Actrice et chanteuse britannique.                                                                   | 88    | (en)   |
| 13 août           | Thierry Despont                         | Architecte français.                                                                                | 75    | (en)   |
| 13 août           | Mohammad Esmaïli                        | Musicien iranien.                                                                                   | 88    | (fa)   |
| 13 août           | Gabriel Kapris                          | Homme politique papou-néo-guinéen.                                                                  | 59    | (en)   |
| 13 août           | Rachel Laurin                           | Organiste et compositrice canadienne.                                                               | 62    |        |
| 13 août           | Magoo                                   | Rappeur américain.                                                                                  | 50    | (en)   |
| 13 août           | Constantino Méndez                      | Homme politique espagnol.                                                                           | 72    | (es)   |
| 12 août           | Atanas Golomeev                         | Joueur, entraîneur et dirigeant bulgare de basket-ball.                                             | 76    | (bg)   |
| 12 août           | Berit Lindholm                          | Soprano suédoise.                                                                                   | 88    |        |
| 12 août           | Jacques Rougerie                        | Joueur français de rugby à XV.                                                                      | 78    |        |
| 11 août           | Mike Ahern                              | Homme politique australien.                                                                         | 81    | (en)   |
| 11 août           | Chris Axworthy                          | Homme politique canadien.                                                                           | 76    | (en)   |
| 11 août           | John Fielder                            | Photographe américain.                                                                              | 73    | (en)   |
| 11 août           | Angela Flowers                          | Marchande d'art britannique.                                                                        | 90    | (en)   |
| 11 août           | Claude Got                              | Enseignant et médecin français.                                                                     | 87    |        |
| 11 août           | Louis Julien                            | Acteur français.                                                                                    | 67    |        |
| 11 août           | Florence Malgoire                       | Violoniste, pédagogue et chef d'orchestre française.                                                | 63    |        |
| 11 août           | Alexandru Penciu                        | Joueur de rugby à XV roumain.                                                                       | 90    | (ro)   |
| 11 août           | Gus Solomons                            | Danseur et chorégraphe américain.                                                                   | 84    | (en)   |
| 11 août           | Stéphane Vitel                          | Principal de collège français.                                                                      | 48    |        |
| 11 août           | Kenneth White                           | Poète et écrivain franco-écossais.                                                                  | 87    |        |
| 10 août           | Cesare Cipollini                        | Coureur cycliste italien.                                                                           | 64    | (it)   |
| 10 août           | Jalila Hafsia                           | Journaliste et écrivaine tunisienne.                                                                | 95    |        |
| 10 août           | Antonella Lualdi                        | Actrice libano-italienne.                                                                           | 92    | (it)   |
| 10 août           | Michela Murgia                          | Romancière et femme politique italienne.                                                            | 51    | (it)   |
| 10 août           | Daniel Nushiro                          | Prélat et théologien japonais, chef de l'Église orthodoxe du Japon.                                 | 84    | (ru)   |
| 10 août           | Klaus Rost                              | Lutteur ouest-allemand, médaillé d'argent aux Jeux olympiques d'été de 1964.                        | 83    | (de)   |
| 10 août           | Aleksandr Viktorenko                    | Astronaute russe.                                                                                   | 76    | (ru)   |
| 10 août           | Vincentius Sutikno Wisaksono            | Prélat indonésien.                                                                                  | 69    | (en)   |
| 9 août            | Dionys Baeriswyl                        | Physicien théoricien et pédagogue suisse.                                                           | 79    | (en)   |
| 9 août            | Ita Ever                                | Actrice estonienne.                                                                                 | 92    | (ru)   |
| 9 août            | Joseph Ganda                            | Prélat catholique sierra-léonais.                                                                   | 91    | (en)   |
| 9 août            | Miha Halzer                             | Coureur cycliste slovène.                                                                           | 38    | (sl)   |
| 9 août            | Brice Marden                            | Artiste peintre et graveur américain.                                                               | 84    | (en)   |
| 9 août            | Aleksandar Matanović                    | Grand maître serbe du jeu d'échecs.                                                                 | 93    | (sr)   |
| 9 août            | Lucien Noullez                          | Poète, diariste, critique littéraire belge.                                                         | 66    |        |
| 9 août            | Robbie Robertson                        | Guitariste, compositeur, acteur, producteur et scénariste canadien.                                 | 80    | (en)   |
| 9 août            | Hugh Segal                              | Homme politique canadien.                                                                           | 72    | (en)   |
| 9 août            | Véronique Trillet-Lenoir                | Cancérologue et femme politique française.                                                          | 66    |        |
| 9 août            | Vera Vassilieva                         | Actrice russe.                                                                                      | 97    | (ru)   |
| 9 août            | Fernando Villavicencio                  | Journaliste et homme politique équatorien.                                                          | 59    | (es)   |
| 8 août            | Federico Bahamontes                     | Coureur cycliste espagnol.                                                                          | 95    |        |
| 8 août            | Alfredo Barlucchi                       | Joueur et entraîneur de basket-ball italien.                                                        | 83    | (it)   |
| 8 août            | Ioulia Borissova                        | Actrice russe.                                                                                      | 98    | (ru)   |
| 8 août            | Julio Capote                            | Acteur vénézuelien.                                                                                 | 90    | (es)   |
| 8 août            | Dominique Hulin                         | Acteur et cascadeur français.                                                                       | 71    |        |
| 8 août            | Ian G. Macdonald                        | Mathématicien britannique.                                                                          | 94    | (en)   |
| 8 août            | Richard Murphy                          | Rameur d'aviron américain, champion olympique aux Jeux olympiques d'été de 1952.                    | 91    | (en)   |
| 8 août            | Gaston Ouassénan Koné                   | Homme politique et écrivain ivoirien.                                                               | 84    |        |
| 8 août            | Jamie Reid                              | Graphiste et artiste visuel britannique.                                                            | 76    | (en)   |
| 8 août            | Sixto Rodriguez                         | Auteur-compositeur-interprète américain.                                                            | 80    |        |
| 7 août            | Jean-Louis Cohen                        | Historien de l'art et professeur d'université français.                                             | 74    | (en)   |
| 7 août            | Nidhi Eoseewong                         | Historien thaïlandais.                                                                              | 83    | (th)   |
| 7 août            | William Friedkin                        | Réalisateur, scénariste et producteur américain.                                                    | 87    | (en)   |
| 7 août            | Mirko Giansanti                         | Pilote italien de vitesse moto.                                                                     | 46    |        |
| 7 août            | Erkin Koray                             | Guitariste, auteur-compositeur et chanteur turc.                                                    | 82    | (en)   |
| 7 août            | David LaFlamme                          | Violoniste, musicien et acteur américain.                                                           | 82    | (en)   |
| 7 août            | Alexandre Pasche                        | Écrivain français.                                                                                  | 63    |        |
| 7 août            | Margit Saad                             | Actrice allemande.                                                                                  | 94    | (de)   |
| 7 août            | Gérard Toulouse                         | Physicien théoricien français.                                                                      | 83    |        |
| 7 août            | Mario Tronti                            | Philosophe et homme politique italien.                                                              | 92    | (it)   |
| 6 août            | Gilles Gilbert                          | Joueur canadien de hockey sur glace.                                                                | 74    |        |
| 6 août            | Veniamin Mandrykin                      | Footballeur international russe.                                                                    | 41    | (ru)   |
| 6 août            | Roger Pirenne                           | Prélat catholique belge.                                                                            | 88    |        |
| 6 août            | Ingrid Schmidt                          | Nageuse est-allemande puis allemande, médaillée de bronze aux Jeux olympiques d'été de 1960.        | 78    | (de)   |
| 5 août            | Carlos Roqué Alsina                     | Pianiste et compositeur franco-argentin.                                                            | 82    |        |
| 5 août            | Hélène Carrère d'Encausse               | Historienne et femme politique française. Secrétaire perpétuel de l'Académie française (1999-2023). | 94    |        |
| 5 août            | Philippe Curval                         | Écrivain français.                                                                                  | 93    |        |
| 5 août            | Timothy Daunt                           | Ambassadeur britannique, lieutenant-gouverneur de l'île de Man (1995-2000).                         | 87    | (en)   |
| 5 août            | Daniel Gouffier                         | Skipper français.                                                                                   | 85    |        |
| 5 août            | Toshio Moriuchi                         | Écrivain japonais.                                                                                  | 86    | (ja)   |
| 5 août            | Nami Sano                               | Mangaka japonaise.                                                                                  | 36    | (ja)   |
| 5 août            | Sara                                    | Auteure pour la jeunesse, illustratrice, et réalisatrice française.                                 | 73    |        |
| 5 août            | Arthur Schmidt                          | Monteur américain.                                                                                  | 86    | (en)   |
| 4 août            | Boniface Alexandre                      | Magistrat et homme d'État haïtien.                                                                  | 87    |        |
| 4 août            | Andreas Däscher                         | Sauteur à ski suisse.                                                                               | 96    | (de)   |
| 4 août            | Jango Edwards                           | Clown américain.                                                                                    | 73    |        |
| 4 août            | Michel Gaudin                           | Physicien français.                                                                                 | 91    |        |
| 4 août            | John Gosling                            | Pianiste et organiste britannique.                                                                  | 75    | (en)   |
| 4 août            | Tane Norton                             | Joueur néo-zélandais de rugby à XV.                                                                 | 81    | (en)   |
| 4 août            | Mikaele Tui                             | Journaliste wallisien.                                                                              | 67    |        |
| 3 août            | François Brault                         | Directeur de la photographie, réalisateur et scénariste canadien.                                   | 81    |        |
| 3 août            | Carl Davis                              | Chef d'orchestre et compositeur américain.                                                          | 86    | (en)   |
| 3 août            | Richard M. Goody                        | Physicien de l'atmosphère américain.                                                                | 101   | (en)   |
| 3 août            | Mark Margolis                           | Acteur américain.                                                                                   | 83    | (en)   |
| 3 août            | Bruno Mealli                            | Coureur cycliste italien.                                                                           | 85    |        |
| 3 août            | Irina Mirochnitchenko                   | Actrice soviétique puis russe.                                                                      | 81    | (ru)   |
| 3 août            | Bram Moolenaar                          | Ingénieur informaticien néerlandais.                                                                | 62    | (en)   |
| 3 août            | Robert Murdoch                          | Joueur puis entraîneur canadien de hockey sur glace.                                                | 76    | (en)   |
| 3 août            | Gilles Perrault                         | Journaliste, écrivain et scénariste français.                                                       | 92    |        |
| 3 août            | Philippe Petit-Roulet                   | Auteur de bande dessinée et illustrateur français.                                                  | 70    |        |
| 3 août            | Elvira Petrozzi                         | Religieuse catholique italienne.                                                                    | 86    | (it)   |
| 3 août            | Zygmunt Marian Szweykowski              | Musicologue polonais.                                                                               | 94    | (pl)   |
| 3 août            | Nechama Tec                             | Historienne et sociologue américaine d'origine polonaise.                                           | 92    | (en)   |
| 3 août            | Henri de Wailly                         | Officier et historien français.                                                                     | 89    |        |
| 2 août            | Paul Brodeur                            | Écrivain et vulgarisateur scientifique américain.                                                   | 92    | (en)   |
| 2 août            | Élisabeth de Chimay                     | Femme de lettres belge d'origine française.                                                         | 97    |        |
| 2 août            | Laurence Deonna                         | Reporter photographe suisse.                                                                        | 86    |        |
| 2 août            | Hans Diehl                              | Médecin et écrivain américain.                                                                      | 76/77 | (en)   |
| 2 août            | Peter Dixon                             | Joueur britannique de rugby à XV.                                                                   | 79    | (en)   |
| 2 août            | Ignacy Sachs                            | Économiste franco-polonais .                                                                        | 95    |        |
| 2 août            | Louis Sanders                           | Romancier, essayiste et traducteur français.                                                        | 59    |        |
| 2 août            | Vincent Speranza                        | Soldat américain.                                                                                   | 98    | (en)   |
| 1er août          | Peter Aczel                             | Mathématicien britannique.                                                                          | 81    | (en)   |
| 1er août          | Owe Adamsson                            | Coureur cycliste suédois.                                                                           | 88    | (en)   |
| 1er août          | Geneviève de Fontenay                   | Organisatrice de concours de beauté française et ancienne présidente du Comité Miss France.         | 90    |        |
| 1er août          | Henri Konan Bédié                       | Homme d'État ivoirien, ancien président de la Côte d'Ivoire.                                        | 89    |        |
| 1er août          | Gérard Pommier                          | Psychiatre et psychanalyste français.                                                               | 81    |        |
| date indéterminée | Abou al-Hussein al-Husseini al-Qourachi | Chef militaire et djihadiste.                                                                       | ?     |        |
| date indéterminée | Manon Labrecque                         | Artiste canadienne.                                                                                 | 57/58 |        |
| date indéterminée | RaRa                                    | Rappeur américain.                                                                                  | 35    | (en)   |
| date indéterminée | Rolando Teruel                          | Arachnologiste cubain.                                                                              | 48/49 | (en)   |
| date indéterminée | Martin Tofinga                          | Homme politique gilbertin.                                                                          | ?     | (en)   |
| date indéterminée | Ghazwan al-Zawbaï                       | Terroriste irakien                                                                                  | ?     | (ar)   |